# Мёллер, Йенс
Йенс Мёллер (дат. Jens Møller) — датский кёрлингист.
В составе мужской сборной Дании участник чемпионата мира 1984 (заняли девятое место).
Играл на позиции второго.

## Команды
| Сезон   | Четвёртый     | Третий        | Второй      | Первый            | Турниры           |
| ------- | ------------- | ------------- | ----------- | ----------------- | ----------------- |
| 1983—84 | Кристиан Туне | Нильс Сиггорд | Йенс Мёллер | Торстен Сённергор | ЧМ 1984 (9 место) |

(скипы выделены полужирным шрифтом)